# Meja (musikalbum)
Meja är den svenska artisten Mejas självbetitlade debutalbum, som gavs ut 1996 av Epic Records.

## Låtlista
| Nr  | Titel                          | Kompositör                                | Producent             | Längd |
| --- | ------------------------------ | ----------------------------------------- | --------------------- | ----- |
| 1.  | Welcome to the Fanclub of Love | Douglas Carr, Janne Taneli-Juntilla, Meja | Carr                  |       |
| 2.  | How Crazy Are You?             | Carr, Taneli-Juntilla                     | Carr                  |       |
| 3.  | I Wanna Make Love              | Jonas "Joker" Berggren, Carr, Meja        | Carr, Berggren        |       |
| 4.  | Invisible                      | Carr, Meja                                | Carr                  |       |
| 5.  | I Didn't Know                  | Ben Watt, Tracey Thorn                    | Carr                  |       |
| 6.  | Rainbow                        | Billy Steinberg, Carr, Meja               | Carr                  |       |
| 7.  | My Best Friend                 |                                           | Anders Bagge, Slick   |       |
| 8.  | Daniellas Eyes                 | Alexander Kronlund, Meja                  | Carr                  |       |
| 9.  | April Love                     |                                           | Carr                  |       |
| 10. | It Ain't Over                  | Carr, Taneli-Juntilla                     | Carr                  |       |
| 11. | I'm Missing You                | Per Adebratt, Tommy Ekman, Carr, Meja     | Adebratt, Ekman, Carr |       |
| 12. | Flower Girl                    | Carr                                      | Carr                  |       |

## Listplaceringar
| Lista (1996) | Topplacering |
| ------------ | ------------ |
| Sverige      | 29           |

### Fotnoter
1. ↑  ”Meja” (på engelska). Svensk meidedatabas. 14 mars 1996. https://smdb.kb.se/catalog/id/001510707. Läst 16 oktober 2017.
2. ↑  ”Meja” (på engelska). Swedishcharts. 14 mars 1996. http://swedishcharts.com/showitem.asp?interpret=Meja&titel=Meja&cat=a. Läst 16 oktober 2017.